# Bundesliga 2014/15 (vrouwen)
De Bundesliga 2014/15 (vrouwen) was het 25ste seizoen van de Duitse Bundesliga. Het begon op 30 augustus 2014 en eindigde op 10 mei 2015. VfL Wolfsburg was de titelverdediger.
Dit was het eerste seizoen dat gesponsord werd door een bedrijf. Allianz kocht de rechten van de competitie waardoor de competitie vanaf dit seizoen de Allianz-Frauen Bundesliga heet. Ook kreeg elk team een startbudget van €100,000.
FC Bayern München won de Bundesliga voor het eerst.

## Teams

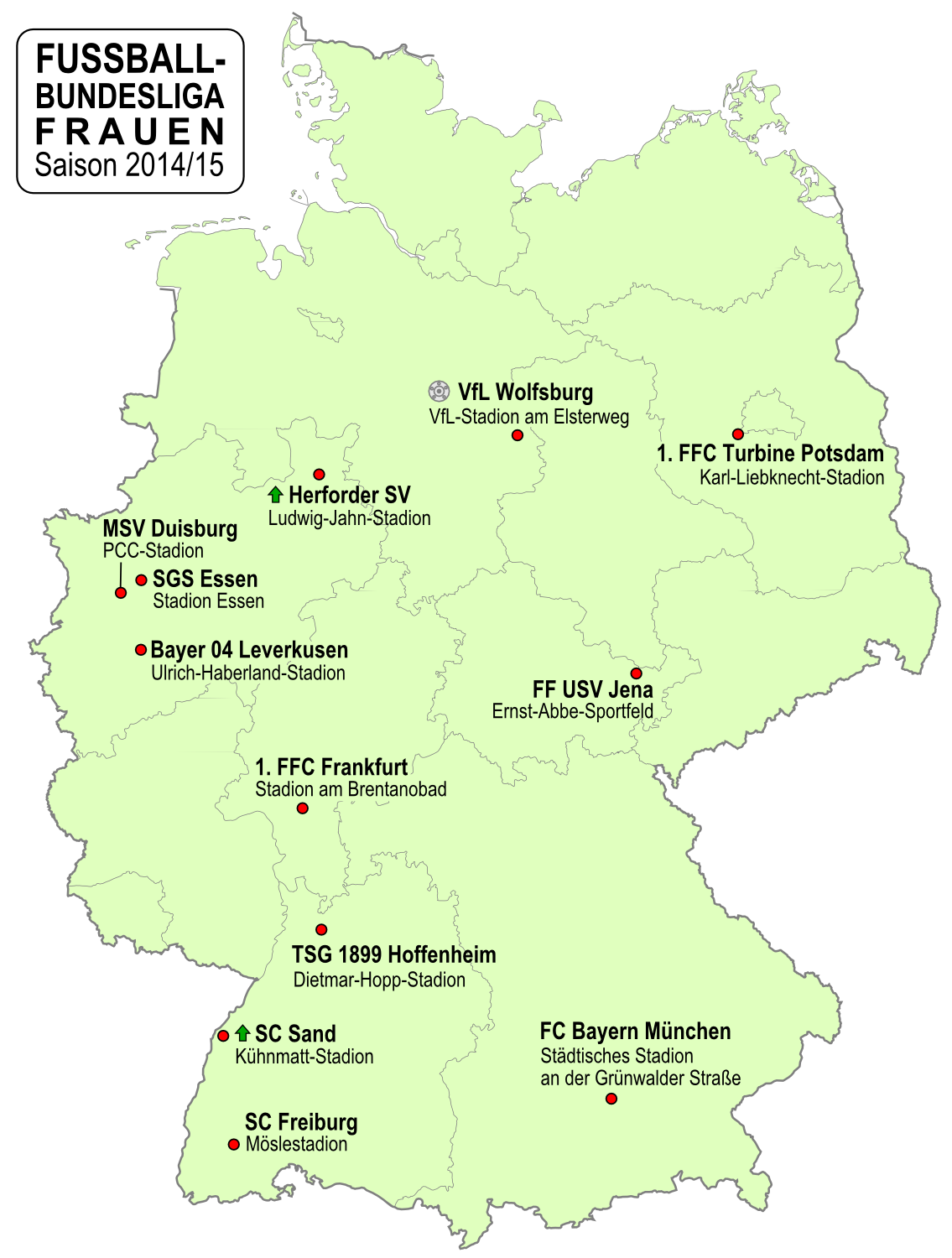
Kaart met de thuissteden van de teams

SC Sand en Herforder SV zijn nieuw in de Bundesliga nadat zij kampioen werden in hun 2. Bundesliga divisie. BV Cloppenburg en VfL Sindelfingen degradeerde het afgelopen seizoen.
| Team                   | Stad       | Stadion                                             |
| ---------------------- | ---------- | --------------------------------------------------- |
| Bayer 04 Leverkusen    | Leverkusen | Kurt-Rieß-Anlage                                    |
| SC Sand                | Willstätt  | Kühnmatt-Stadion                                    |
| FC Bayern München      | München    | Sportpark Aschheim                                  |
| MSV Duisburg           | Duisburg   | PCC-Stadion                                         |
| SGS Essen              | Essen      | Stadion Essen                                       |
| 1. FFC Frankfurt       | Frankfurt  | Stadion am Brentanobad                              |
| SC Freiburg            | Freiburg   | Möslestadion                                        |
| TSG 1899 Hoffenheim    | Hoffenheim | Rhein-Neckar-Arena                                  |
| FF USV Jena            | Jena       | Sportzentrum Oberaue                                |
| Herforder SV           | Herford    | Friedrich-Ludwig-Jahn-Stadion                       |
| 1. FFC Turbine Potsdam | Potsdam    | Karl-Liebknecht-Stadion                             |
| VfL Wolfsburg          | Wolfsburg  | VfL-Stadium (eerste deel) AOK Stadium (tweede deel) |

## Eindstand
| №  | Club                   | WG | W  | G  | V   | DV | DT | +/– | Punten |
| -- | ---------------------- | -- | -- | -- | --- | -- | -- | --- | ------ |
|    | FC Bayern München      | 22 | 17 | 05 | 0   | 56 | 7  | +49 | 56     |
| 2  | VfL Wolfsburg (K)      | 22 | 17 | 04 | 01  | 67 | 4  | +63 | 55     |
| 3  | 1. FFC Frankfurt       | 22 | 17 | 02 | 03  | 74 | 19 | +55 | 53     |
| 4  | 1. FFC Turbine Potsdam | 22 | 15 | 03 | 04  | 52 | 24 | +28 | 28     |
| 5  | SGS Essen              | 22 | 8  | 04 | 010 | 32 | 36 | −4  | 37     |
| 6  | TSG 1899 Hoffenheim    | 22 | 7  | 05 | 010 | 29 | 40 | −11 | 26     |
| 7  | SC Freiburg            | 22 | 7  | 02 | 013 | 34 | 62 | −28 | 23     |
| 8  | FF USV Jena            | 22 | 4  | 08 | 010 | 25 | 40 | −15 | 20     |
| 9  | Bayer 04 Leverkusen    | 22 | 5  | 05 | 012 | 23 | 42 | −19 | 20     |
| 10 | SC Sand (P)            | 22 | 5  | 04 | 013 | 27 | 43 | −16 | 19     |
| 11 | MSV Duisburg           | 22 | 3  | 08 | 011 | 18 | 49 | −31 | 17     |
| 12 | Herforder SV (P)       | 22 | 1  | 02 | 019 | 18 | 89 | −71 | 5      |

| Kleur | Navigatie                                                             |
| ----- | --------------------------------------------------------------------- |
|       | Landskampioen, Hoofdtoernooi UEFA Women's Champions League 2015/16    |
|       | Hoofdtoernooi UEFA Women's Champions League 2015/16                   |
|       | Hoofdtoernooi UEFA Women's Champions League 2015/16 (als titelhouder) |
|       | Degradatie naar 2. Bundesliga (vrouwen)                               |
| (P)   | Gepromoveerd van 2. Bundesliga (vrouwen) vorig seizoen                |
| (K)   | Bundesliga 2013/14 kampioen                                           |

## Statistieken

### Topscorers
- In onderstaand overzicht zijn alleen de spelers opgenomen met tien of meer treffers achter hun naam.

| № | Naam               | Club             | Goals | Pen. | Duels | Gem. |
| - | ------------------ | ---------------- | ----- | ---- | ----- | ---- |
| 1 | Célia Šašić        | 1. FFC Frankfurt | 21    | 2    |       |      |
| 2 | Kerstin Garefrekes | 1. FFC Frankfurt | 15    | 0    |       |      |
| 3 | Alexandra Popp     | VfL Wolfsburg    | 13    | 0    |       |      |
| 4 | Martina Müller     | VfL Wolfsburg    | 11    | 2    |       |      |
| 5 | Sandra Starke      | SC Freiburg      | 11    | 0    |       |      |
| 6 | Genoveva Añonma    | Turbine Potsdam  | 10    | 0    |       |      |

1990/91 · 
1991/92 · 
1992/93 · 
1993/94 · 
1994/95 · 
1995/96 · 
1996/97 · 
1997/98 · 
1998/99 · 
1999/00 · 
2000/01 · 
2001/02 · 
2002/03 · 
2003/04 · 
2004/05 · 
2005/06 · 
2006/07 · 
2007/08 · 
2008/09 · 
2009/10 · 
2010/11 · 
2011/12 · 
2012/13 · 
2013/14 · 
2014/15 · 
2015/16 · 
2016/17 · 
2017/18

Bundesliga · DFB-Pokal · UEFA Women's Champions League